# RQDA
RQDA é um pacote para linguagem R para análise de dados qualitativos assistida por computador ou CAQDAS . Ele pode ser instalado e executado no software estatístico R, mas possui uma janela separada executando uma interface gráfica do usuário (através do RGtk2 ). A abordagem do RQDA permite uma integração entre uma abordagem construtivista da pesquisa qualitativa com a análise de dados quantitativos, o que pode aumentar o rigor, a transparência e a validade da pesquisa qualitativa.

## Características
Na interface gráfica tem as seguintes funções:
- Importar documentos de texto simples
- Suporte a documentos que não sejam em inglês, o caractere chinês simplificado foi testado no Windows
- Suporta codificação em nível de caractere (em vez de apenas atribuir categorias a parágrafos inteiros ou seções maiores, o pesquisador pode destacar e codificar partes específicas de um parágrafo, frase ou até mesmo palavras individuais)
- Memorandos para documentos, códigos, codificação, projeto, arquivos etc.
- Recupere a codificação e volte facilmente ao arquivo original. A recuperação condicional também é suportada.
- Formato de arquivo único (*.rqda), que é basicamente o banco de dados SQLite
- Categorizar códigos (categorias em forma de árvore são evitadas)
- Categorizar arquivos
- Pesquise arquivos por palavras-chave e pode destacar palavras-chave no arquivo aberto
- Mostrar atributos de arquivos, o que é útil para análise de conteúdo
- Categorizar casos e atributos relacionados de casos (para unir pesquisas qualitativas e quantitativas)
- Pesquise informações sobre casos selecionados na web
- Renomeie arquivos, códigos, categorias de código, casos, etc.
- Escrever e organizar diários de campo

Através do uso de funções R é possível:
- Importar um lote de arquivos
- Calcular a relação entre duas codificações, dados os índices de codificação
- Fazer um resumo da codificação e do relacionamento entre códigos.
- Exportar atributos de arquivo/caso e mostrar o subconjunto de arquivos/casos.
- Utilizar operações booleanas de e, ou e não.